# Rumduol
Rumduol är ett distrikt i Kambodja.   Det ligger i provinsen Svay Rieng, i den södra delen av landet, 110 km öster om huvudstaden Phnom Penh.